# Humber River (Neufundland)
Der Humber River  ist ein Fluss auf der Insel Neufundland in der kanadischen Provinz Neufundland und Labrador.

## Flusslauf
Der Humber River entwässert den 5 m hoch gelegenen See Deer Lake an dessen Südwestende. Er fließt 16 km in südwestlicher Richtung. Am linken Flussufer an der Einmündung des gleichnamigen Flüsschens liegt die Gemeinde Steady Brook. Auf den unteren 4 Kilometern wendet sich der Humber River in Richtung Westnordwest und mündet in den Humber Arm, einer langgestreckten Nebenbucht der Bay of Islands an der Westküste von Neufundland. Die Kleinstadt Corner Brook liegt westlich der Flussmündung. Der Trans-Canada Highway (Route 1) führt entlang dem Flusslauf. Der Humber River ist ein beliebtes Ziel für Erholungssuchende und auch ein populärer Lachsfluss.

## Hydrologie
Der Humber River entwässert ein Areal von etwa 7960 km². Beim Pegel an der Humber Village Bridge, bei Flusskilometer 13, beträgt der mittlere Abfluss 260 m³/s. Im Mai führt der Fluss mit im Mittel 466 m³/s die größte Wassermenge. Den Hauptquellfluss des Humber River bildet der Upper Humber River, der in das Kopfende des Deer Lake mündet.

## Tierwelt
Der Lachsbestand im Humber River gilt als „nicht gefährdet“. Außerdem kommen folgende weitere Fischarten im Flusssystem vor: nicht-anadrome Form des Atlantischen Lachses (Ouananiche), Bachsaibling, Wandersaibling, Arktischer Stint, Amerikanischer Aal, Fundulus heteroclitus (Mummichog), Fundulus diaphanus (Banded killifish) und Dreistachliger und Neunstachliger Stichling. Weitere typische Wasserbewohner sind Kanadischer Biber, Bisamratte und Nordamerikanischer Fischotter sowie der Amerikanische Nerz (Mink).